# La poesía chilena
La poesía chilena, es un libro-objeto de poesía escrito por Juan Luis Martínez en 1978, autoeditado y publicado por Ediciones Archivo, por primera y única vez en 1978, en Santiago. Su número de inscripción es el N° 48406, tiene 40 páginas y viene dentro de una caja que mide 19 x 13 cm. Entre otros elementos, en su interior contiene la copia de los certificados de defunción de los cuatro grandes de la poesía chilena: Gabriela Mistral, Vicente Huidobro, Pablo de Rokha y Pablo Neruda.